# Jacques Boussuge

a Compétitions nationales et continentales officielles uniquement.

b Matchs officiels uniquement.
Dernière mise à jour le 29 novembre 2017.
Jacques Boussuge, né le 15 mai 1985 à Paris, est un joueur français de rugby à XV et à sept jouant au poste d'ailier.

## Biographie
Il quitte le SCUF en 2000 pour rejoindre le PUC, avec lequel il décroche un titre de champion de France de Fédérale 2. Après une saison en Fédérale 1, il signe à Montpellier en 2005.
Sélectionné avec l'Equipe de France -21 ans, il remporte le Tournoi des VI Nations et la Coupe du Monde en 2006 puis devient champion de France Espoirs en 2008. Non conservé par le MHR, il signe pour une saison à Bath en Premiership, avant de retrouver la France à Brive.
Gravement blessé en 2013, son contrat n'est pas renouvelé et il passe une année à s'entraîner avec Bath en attendant de trouver un club. Il rejoint Biarritz en 2014 mais est à nouveau handicapé par plusieurs blessures qui le contraignent à mettre un terme à sa carrière en 2016.
Après sa carrière sportive, il obtient un MBA à HEC Paris et se reconvertit dans la finance, et l'activité de fusions et acquisitions. Il est responsable de la branche sport conseil au sein du cabinet KPMG France.
De février 2022 à mai 2024, il est membre du comité directeur de Provale, le syndicat national des joueurs de rugby professionnels.

## Palmarès

### En club
- 2004 : Champion de France de Fédérale 2 avec le PUC
- 2008 : Champion de France Espoirs avec le MHR
- 2013 : Vainqueur de la finale de Pro D2 avec le CA Brive Corrèze

### En équipe nationale
- Équipe de France -21 ans :
  - Tournoi des 6 nations en 2006 (3 sélections, 3 essais)[réf. nécessaire],
  - Champion du monde en 2006 en France (2 sélections, 1 essai)
- Équipe de France de rugby à sept pour les IRB Sevens World series :
  - 2005 (Dubai et George),
  - 2006 (Singapour, Hong Kong, Wellington et Los Angeles),
  - 2007 (Wellington et San Diego),
  - 2009 (Hong Kong, Adélaïde, Londres et Édimbourg)